# Club Atletismo Viladecans
El Club Atletisme Viladecans es el único Club de Atletismo federado que existe en Viladecans (Barcelona), fue fundado en el año 1981 por un grupo de atletas y amigos que tenían una afición en común, las carreras de fondo y las carreras de cross o campo a través. Desde el primer momento el Club se fue haciendo cada vez más grande hasta llegar a tener una de las mejores canteras de atletas de Cataluña, aquí dieron sus primeros pasos en el mundo del atletismo atletas de la talla de María Vasco, David Márquez, Beatriz Pascual o Marco Antonio Cepeda además de muchos otros atletas campeones de Cataluña y España de los que algunos incluso llegaron a ser internacionales con España en categorías inferiores. Pero luchas internas y una preocupante falta de instalaciones que llega hasta nuestros días disminuyeron las expectativas y posibilidades que evidenciaba.

## Filosofía del Club
Actualmente las actividades del Club Atletismo Viladecans se centran en dar a conocer las diferentes especialidades del atletismo (marcha, velocidad, saltos, vallas y lanzamientos) a los menores de 14 años y por otro lado en mantener un buen nivel competitivo en el resto de categorías y pruebas.

## Competiciones
El club participa en las diferentes competiciones a nivel federativo que organiza la Federación Catalana de Atletismo como competiciones de promoción , el cross o campo a través, carreras de ruta i de marcha. Hay que destacar la participación del equipo masculino en la Liga Catalana de Clubs en pista siendo uno de los dos únicos clubs que participan en esta competición sin tener pista de atletismo. Actualmente se mantiene dignamente en la 3.ª división de esta competición. El actual técnico deportivo y entrenador es José Bautista.

## Mejores Marcas Masculinas
| PRUEBA            | MARCA         | NOMBRE                              | LUGAR                     | FECHA         | ENTRENADOR       |
| ----------------- | ------------- | ----------------------------------- | ------------------------- | ------------- | ---------------- |
| 100 ml. Manual    | 11"2          | Jairo Vera Guillén 83               | Sant Feliu                | 28/3/1998     |                  |
| 100 ml. Eléctrico | 11"57         | Jairo Vera Guillén 83               | Santander                 |               |                  |
| 200 ml. Manual    | 23"0          | Raúl Villalonga Martínez 01         | Vilafranca del Penedés    | 2019          | Nacho Cáceres    |
| 200 ml.Eléctrico  | 24"12         | Raúl López Marín 79                 | Serrahima                 | 2001          | J. Bautista      |
| 400 m.l. manual   | 51"02         | Raúl Villalonga Martínez 01         | El Prat de Llobregat      | 2019          | Nacho Cáceres    |
| 800 m l.          | 1'55"13       | Raúl Villalonga Martínez 01         | Serrahima (Barcelona)     | 2019          | Nacho Cáceres    |
| 1500 ml.          | 3'55"05       | Raúl Villalonga Martínez 01         | Serrahima (Barcelona)     | 2019          | Nacho Cáceres    |
| 3000 ml.          | 8´42"4        | Juan Carlos Rosero Pozuelo 73       | Cornellà                  | 13/6/1990     | Domingo López    |
| 5000 ml.          | 14´26"00      | Juan Carlos Rosero Pozuelo 73       | Palafrugell               | 13/6/1991     | Domingo López    |
| 10 000 m          | 31´26"68      | Juan Carlos Rosero Pozuelo 73       | Palafrugell               | 13/6/1992     | Domingo López    |
| 1/2 Maratón       | 1h13´02"      | José Manuel Navarro Márquez 70      |                           |               | J. Bautista      |
| Maratón           | 2h26´50"      | Adolfo García Hernández 56          | Valencia                  | 6/2/1994      |                  |
| 100 km            | 8h 40´        | Manuel Cebador Pascual 79           | Gerona                    | 17/2/1991     |                  |
| 100 m v.          | 19"2 (-0,6)   | Daniel Aliste Rodríguez 82          | Mataró                    | 18/05/2003    | J.Bautista       |
| 400 m v.          | 1´01"1        | Raúl López Marín 79                 | Terrasa                   | 5/5/2002      | J. Bautista      |
| 3000 m obs.       | 10´19"2       | Kadaovi Chourki 72                  | El Prat                   | 27/4/1997     |                  |
| Altura            | 1,65m         | Daniel Aliste Rodríguez 82          | Can Dragò                 | 23/5/2003     | J. Bautista      |
| Longitud          | 5,99 m        | Daniel Aliste Rodríguez 82          | Terrasa                   | 5/5/2002      | J. Bautista      |
| Triple Salto      | 13,40 m (2,0) | Daniel Aliste Rodríguez 82          | Gavá                      | 01/5/2003     | J. Bautista      |
| Pértiga           | 2,00 m        | Marçal Llenas Pradas 88             | El Prat                   | 28/4/2002     | J.Bautista       |
| Peso              | 9,73 m        | Julio Alcaide Pérez 59              | Mollet                    | 18/5/1997     |                  |
| Disco             | 25,54 m       | Joan Beltrán Gómez 80               | San Baudilio de Llobregat | 22/5/2005     |                  |
| Jabalina          | 37,92 m       | Alberto Cemborain Rodríguez 71      | Mataró                    | 12/6/2007     | J. Bautista      |
| Martillo          | 20,43 m       | Joan Beltrán Gómez 80               | Sant Boi                  | 22/5/2005     | J. Bautista      |
| 4 x 100           | 47"2          | R.López-D.Aliste-P.Pérez-J.Galisteo | Mollet                    | 19/5/2002     | J. Bautista      |
| 4 × 400 Cad       | 3´38"9        | Campos-Guzmán-A.Cemborain-E.Marín   | Universitaria 1987        | Felipe Campos |                  |
| 5 km marcha       | 24´41"        | Sergio Porrón Méndez 81             | L´Hospitalet              | 12/4/1997     | Mª Reyes Sobrino |
| 10 km marcha      | 56´17"6       | Sergio Porrón Méndez 81             | Mollet                    | 18/5/1997     | Mª Reyes Sobrino |
| 10 km pista       | 52´50"0       | Sergio Porrón Méndez 81             | Gavá                      | 19/4/1997     | Mª Reyes Sobrino |

## Junta directiva
- Presidente: Jaime Villalonga Martínez
- Vicepresidenta: Carmen Pérez León
- Secretario: Jordi Nin Gallego
- Tesorera: Diana Estévez Blanco
- 1.er vocal: Josefa López Navarro
- 2.º vocal: Javier Hernández Burcio
- 3.er vocal: Juan Carlos Pérez Alcaide
- 4.º vocal: Encarnación Ortega Ferrer